# Sainte-Marie (Nièvre)
Sainte-Marie é uma comuna francesa na região administrativa de Borgonha-Franco-Condado, no departamento de Nièvre. Estende-se por uma área de 15,64 km². Em 2010 a comuna tinha 85 habitantes (densidade: 5,4 hab./km²).